# Hugo Benhaiem
Hugo Benhaiem, né le 22 janvier 1986 dans la ville des Lilas (Seine-Saint-Denis), est un joueur de hockey sur gazon français évoluant au poste de milieu de terrain. Depuis 2009, il est le capitaine de l'équipe messieurs du club belge du Royal Evere White Star Hockey Club.

## Palmarès

### En tant que joueur
- Royal Evere White Star Hockey Club
  - 2013 : Vainqueur du championnat de Belgique de Nationale 2A
  - 2006 : Champion d'Europe en salle à  l'EuroHockey Indoor Club Champions Challenge I Men (Göteborg, Suède) [1]
  - 2006 : Champion de Belgique en salle
  - 2005 : Champion de Belgique en salle
  - 2005 : Vainqueur du championnat de Belgique de Division 2
  - 2005 : Demi-finaliste de la Coupe de Belgique

### En tant qu'entraîneur
- 2013: Champion de Belgique en catégorie Juniors Garçons avec le Royal Orée T.H.B.